# 大韓民國死刑制度
大韓民國自1997年12月金泳三政府時期對23名罪犯執行死刑以後，已沒有執行死刑，被納入“實際上已廢除死刑的國家”行列。但是，刑法中仍保留死刑條款，當中規定行刑方式有絞刑（一般情況）及槍斃（軍法）兩種。
但在暫停執行死刑的1998年至2007年10年裡，平均每年有800人因殺人罪而被送上法庭，殺人犯增加了32%。
2009年，韓國大法院裁定死刑並不違反國家憲法而未被真正廢止，同時間韓國也出現空前的民意壓力要求恢復死刑制度。